# Abdallah Deeb
Abdallah Khaled Deeb Salim (Ammán, 1987. március 10. –) palesztin származású jordániai válogatott labdarúgó, a szaúd-arábiai Al-Orobah csatára.
Házas, lánya Zein.

## Pályafutása

### A válogatottban
A jordán válogatottban 2007. október 18-án mutatkozott be a Kirgizisztán elleni világbajnoki selejtezőn. 2011-ben meghívták a 2011-es Ázsia-kupára. Később részt vett a 2015-ós Ázsia-kupán is.